# Nadzieja nam się stanie
Nadzieja nam się stanie - promocyjny maxisingel świąteczny ze znanymi kolędami w wykonaniu Anny Marii Jopek, promujący album Dzisiaj z Betleyem.

## Lista utworów
1. Gdy śliczna Panna
2. Dzisiaj w Betlejem
3. Jezus malusieńki
4. Z narodzenia Pana
5. W żłobie leży
6. Mizerna cicha
7. Gdy śliczna Panna (coda)